# 森久保祥太郎
森久保祥太郎（日语：／ Morikubo Shōtarō，1974年2月25日—）是日本的男性聲優。東京都八王子市出生，血型B型，現隸屬於ADD9TH（原屬VIMS）。前妻是同樣為聲優的淺川悠。

## 人物介紹
- 帶一點鼻音聽起來有點「洋腔」的語調使他的聲音辨識度極高，輕浮慢悠的口氣很有貴族氣息，也常接到一些外表看似花花公子實則非常專情的角色。
- 在音樂方面十分活躍。與聲優的石川英郎共組了樂團AN's ALL STARS。也常為友人的劇團擔任音樂創作。
- 演戲劇團的成員。
- 與鳥海浩輔關係不錯，兩人在2008～2009的跨年夜曾整整兩天都待在一起。
- 2007年2月22日與淺川悠結婚。
- 2009年1月14日離婚。
- 2014年7月4日發表再婚消息，對方為一般人。
- 2017年12月29日於廣播節目THE BAY LINE發表女儿出生的消息。
- 2018年8月31日發佈退出原事務所VIMS。
- 2018年9月1日正式進入ADD9TH。

## 爭議
2024年8月，森久保祥太郎出演一齣改編自清水友美漫畫作品、有關新疆种族灭绝指控的朗讀劇《冒著生命危險的證言》（命がけの証言），此事被中國大陸網民在2025年2月發現後引發爭議，導致他在《原神》、《明日方舟》等中國大陸出品的遊戲中的語音被撤換。

## 參與作品
※粗體字為主要角色

### 電視動畫
1996年
- 機動新世紀GUNDAM X（威利斯）
- VS騎士檸檬汽水&40炎（水戶、波爾多）
- 爆走兄弟（四驅戰士）

1998年
- 金田一少年之事件簿（棟方健）
- 超速搖搖（堂本瞬一）
- 魔術士歐菲（歐菲）

1999年
- 迷糊女戰士（岩田紀國）
- 神風怪盜貞德（山際順次、彼方木神樂）
- 格鬥小霸王（雹）
- 天使不設防!（拉菲魯、冬雪）
- 魔術士歐菲Revenge（歐菲）
- MONKEY MAGIC（悟空）
- 爆球連發!! 超級彈珠人（彈珠攻略王）
- 時空偵探（让-亨利·法布尔）

2000年
- 外星人田中太郎（老師）
- 金田一少年之事件簿（四至本貞治）
- 真·女神轉生 惡魔之子（甲斐剎那）
- 櫻桃小丸子（男子）
- 哈姆太郎（星垣）

2001年
- 足球小將(2001年)（葵新伍）
- 聖石小子（姆吉卡）
- 人造人009（002）
- 熱帶雨林的爆笑生活（羅伯特）
- 新白雪姬傳說（豪）
- 地球防衛家族（HOSHI）
- 網球王子（切原赤也）
- RUN=DIM（本田仁）

2002年
- 閃靈二人組（天野銀次）
- 東京地底奇兵（華泰）
- 火影忍者（奈良鹿丸）
- 魯莽天使（岳山隆雄）

2003年
- 一騎當千（左慈、王允）
- 貯金大冒險（Paru）
- 魔法少年賈修（春彥）
- 魔偵探洛基RAGNAROK（鳴神（托爾））

2004年
- 蠟筆小新（小兒科的醫生）
- SAMURAI GUN（市松）
- 混沌武士（半吉）
- 忘卻的旋律（赫魯）
- 電郵寵物MOMO（MOMO）
- 名偵探柯南（世古國繁）(第392-393集)

2005年
- 棒球大聯盟2nd season（茂野吾郎）
- 怪醫黑傑克（小次郎）
- 黏黏妖美少女（前田言海）

2006年
- 練馬大根兄弟（一朗）
- 地獄少女 二籠（須崎幹夫）
- 棒球大聯盟3rd season（茂野吾郎）
- 完美小姐進化論（高野恭平）

2007年
- 彩雲國物語（陸清雅）
- 鬼面騎士（サークス01）
- 無敵偵探貴公子（信濃紫炎）
- 驅魔少年（積斯迪羅）
- 火影忍者疾風傳（奈良鹿丸）
- 旋風管家（戰士）

2008年
- 雨月之夜（露草）
- 棒球大聯盟4th season（茂野吾郎）

2009年
- 機巧魔神（佐伯玲士郎）
- 11eyes -罪與罰與贖的少女-（田島賢久）
- 名偵探柯南（兒島乾史）
- 棒球大聯盟5th season（茂野吾郎）

2010年
- 忍者乱太郎（雑渡昆奈門<第2代>）
- 薄櫻鬼 ～新選組奇譚～（沖田總司）
- 薄櫻鬼 碧血錄（沖田總司）
- 棒球大聯盟6th season（茂野吾郎）
- BLEACH（天鎖斬月）
- 爆漫王。（間界野昂次／KOOGY）

2011年
- 滑头鬼之孙千年魔京（花开院秋房）
- 卡片戰鬥先導者（三和泰志）
- 女神異聞錄4（花村陽介）

2012年
- 卡片戰鬥先導者 亞洲巡迴賽篇（三和泰志）
- 新網球王子（切原赤也）
- 超譯百人一首歌之戀（陽成院）
- 薄櫻鬼 黎明錄（沖田總司）
- 魔奇少年（迦尔鲁卡）
- 麵包超人（摺紙超人）
- 男子高中生的日常（松本隆弘）

2013年
- 卡片戰鬥先導者 王牌的連接篇（三和泰志）
- 名偵探柯南（蟹山銀二 #686）
- 歌之☆王子殿下♪ 真愛2000%（寿嶺二）
- 魔奇少年 The Kingdom of Magic（迦爾鲁卡）
- 飆速宅男（卷島裕介）
- 眼鏡部！（缽嶺信司）
- 武士弗拉明戈（青島蒼一）

2014年
- WIZARD BARRISTERS～弁魔士賽希爾（清水憐生、清水津久司）
- 海賊王（巴特洛馬）
- 幕末Rock（桂小五郎）
- 人生諮詢電視動畫「人生」（淺野浩太）
- 桃心之劍（猿神）
- LOVE STAGE!!（龍崎虎次郎）
- 女神異聞錄4 黃金版（花村陽介）
- 巴哈姆特之怒 GENESIS（漢撒）
- 飆速宅男 GRANDE ROAD（卷島裕介）
- 大圖書館的牧羊人（高峰一景）

2015年
- 元氣少女緣結神◎（大國主）
- 美男高校地球防衛部LOVE！（城崎鋼）
- 歌之☆王子殿下♪ 真愛REVOLUTIONS（壽嶺二）
- Classroom☆Crisis（瀨良海斗）
- 鑽石王牌－SECOND SEASON－（梅宮聖一）
- 魔鬼戀人 MORE,BLOOD（月浪辛）[4]
- 高校星歌劇（曉鏡司）

2016年
- 名侦探柯南（鴻江保人 #822-823）
- 排球少年！！第二季（中島勇）
- 金田一少年之事件簿R 第2期（蝉泽忍）
- JoJo的奇妙冒險 不碎鑽石（嗆辣紅椒、音石明）
- 薄櫻鬼 〜御伽草子〜（沖田總司）
- 在下坂本，有何貴幹？（瀨良裕也）
- 初戀怪獸（金子十六、松藏〈湯姆〉）
- B-PROJECT ～鼓動＊Ambitious～（王茶利暉）
- 美男高校地球防衛部LOVE！LOVE！（城崎鋼）
- 時間旅行少女～真理、和花與8名科學家～（麥可·法拉第）
- 齊木楠雄的災難（蝶野雨綠）
- 歌之☆王子殿下♪ 真愛LEGEND STAR（壽嶺二）
- 數碼寶貝-APP獸（超自然獵人J）

2017年
- 時間飛船24（伽利略·伽利雷）
- 鎖鏈戰記 ～赫克瑟塔斯之光～（梅魯提歐魯）
- élDLIVE宇宙警探（歐文）
- 新選組鎮魂歌 二分之一（山南敬助）[5]
- 飆速宅男 NEW GENERATION（卷島裕介）
- Hand Shakers（槙原長政）
- 高校星歌劇 第2期（曉鏡司）
- 火影新世代BORUTO -NARUTO NEXT GENERATIONS-（奈良鹿丸）
- 巴哈姆特之怒 VIRGIN SOUL（漢撒[6]）
- 潔癖男子青山！（尾崎篤夢／松優）
- 戰刻夜血（真田信之）
- Code:Realize ～創世的公主～（因倍·巴比康）
- DYNAMIC CHORD（城坂依都）

2018年
- 飆速宅男 GLORY LINE（卷島裕介）
- 霸穹 封神演義（道德真人）
- POP TEAM EPIC（POP子〈第7話B段〉）
- 魔法少女 我（矢茂小波）
- 棒球大聯盟2nd（茂野吾郎）
- 奴隸區 The Animation（立川震乃助）
- 最終休止符（遊木真）
- 蠟筆小新（妹矢保手人）

2019年
- W'z（旁白）
- B-PROJECT ～絕頂＊Emotion～（王茶利暉）
- 偶像夢幻祭（遊木真[7]）
- 魔王陛下RETRY！（霧雨零）
- 鬼滅之刃（兄蜘蛛）
- 南無阿彌陀佛!-蓮台 UTENA-（釋迦如來）
- Dr.STONE 新石紀（夏米爾·沃爾可夫）

2020年
- 22/7（丽华的父亲）
- 魔術士歐菲 流浪之旅（歐菲[8]）
- 棒球大聯盟2nd（茂野吾郎）
- 盡量加油吧！魔法少女胡桃（派雷特、機關）

2021年
- ICHU偶像進行曲（樞木皐月）
- WAVE!!～來衝浪吧!!～（森·威廉·聰一郎）
- 魔術士歐菲 流浪之旅 基姆拉克篇（歐菲）
- 嬰兒本部長（天野課長）
- 東京復仇者（稀咲鐵太）
- 席斯坦 -The Roman Fighter-（フェリックス）
- 境界觸發者（里見一馬[9]）

2022年
- 里亞德錄大地（コイローグ）
- 闇影詩章F（紳士）
- 社畜想被幼女幽靈療癒。（本週的「好可愛。」擔當）
- 新網球王子 U-17 世界盃（切原赤也）
- 歌之☆王子殿下♪ 真愛ST☆RISH TOURS ～旅途的起始～（壽嶺二）
- 足球風雲 Goal to the Future（田仲俊彥）
- 飆速宅男 LIMIT BREAK（卷島裕介）
- 永久少年 Eternal Boys（爽田佐和緒[10]）

2023年
- 東京復仇者 聖夜決戰篇（稀咲鐵太）
- 魔術士歐菲 流浪之旅 阿邦拉馬篇（歐菲[11]、旁白）
- 逃走中 THE GREAT MISSION（トムラ颯也[12]）
- 魔術士歐菲 流浪之旅 聖域篇（歐菲）
- Dr.STONE 新石紀 NEW WORLD（夏米爾·沃爾可夫）
- Fate/strange Fake -Whisper of Dawn-（Caster[13]）
- 聖者無雙～上班族的異世界生存之道～（強運大師[14]）
- B-PROJECT ～熱烈＊Love Call～（王茶利暉[15]）
- 16bit的感動 ANOTHER LAYER（市之谷東洋）
- 七大罪 啟示錄四騎士（莫特拉克）

2024年
- 異修羅（夕暉之翼雷古聶吉[16]）
- 秘密的偶像公主（MC艾姆[17]）
- 新網球王子 U-17 WORLD CUP SEMIFINAL（切原赤也）
- 七大罪 啟示錄四騎士 第2期（莫特拉克）
- 七龍珠大魔（戈麻[18]）
- Acro Trip 頂尖惡路（大溝芭隆[19]）
- 妖怪學校的菜鳥老師！（烏丸蘭丸[20]）
- Fate/strange Fake（年末特別篇）（Caster[21]）

2025年
- 轉生為第七王子，隨心所欲的魔法學習之路（基列爾[22]）
- Fate/strange Fake（Caster[23]）

### OVA
- 快刀乱麻（楯岡新十朗）
- 網球王子 Original Video Animation 全國大會篇（切原赤也）
- 東京大学物語（村上直樹）
- 鬼太郎（山田秀一）
- Final Fantasy VII Advent Children（卡達裘）
- FREEDOM-PROJECT（和馬）
- 魔奇少年（迦爾魯卡）

2001年
- 怪童丸（源賴光）

2005年
- 妹妹戀人（結城賴）

2006年
- 秋之回憶5：中斷的影片 THE ANIMATION（河合春人）

2007年
- 冬之蟬（相澤之進）

2016年
- 高校星歌劇 第1期 OVA1（曉鏡司）[24]
- 高校星歌劇 第1期 OVA2（曉鏡司）[24]

### 動畫電影
- 鬼神傳（渡邊綱）
- 轟天高校生 世界末日（御神苗優）
- 寵物小精靈劇場版：超夢的逆襲（超夢（幼體））
- 網球王子系列（切原赤也）
- （奈良鹿丸）
- 棒球大聯盟 （茂野吾郎（青年期））
- 爆走兄弟

2012年
- FAIRY TAIL 魔導少年 鳳凰的巫女（迪斯特）

2013年
- 薄櫻鬼 劇場版 第一章 京都亂舞（沖田總司）

2014年
- 薄櫻鬼 劇場版 第二章 士魂蒼穹（沖田總司）

2016年
- 星光少男 KING OF PRISM by PrettyRhythm（黑川冷）

2017年
- 星光少男 KING OF PRISM -PRIDE the HERO-（黑川冷）

2018年
- 劇場版 無敵鐵金剛 / INFINITY（兜甲兒）

2019年
- 劇場版 歌之☆王子殿下♪ 真愛KINGDOM（壽嶺二）

2025年
- 劇場版 歌之☆王子殿下♪ TABOO NIGHT XXXX（壽嶺二[25]）
- 星光王子 KING OF PRISM -Your Endless Call-（黑川冷[26]）

### 網路動畫
2017年
- 夢王國與沉睡的100王子 短篇動畫（傑書亞、白葉）
- 怪物彈珠 路西法的戰慄天籟 〜唯一的最初樂章〜(撒旦）
- 怪物彈珠 Monster Sonic！達太喵的偶像宣言 (撒旦)

2018年
- 異世界居酒屋～古都阿伊特力亞的居酒屋阿信～（尼古拉斯）[27]

2024年
- 與聲優夜遊 ANIMATION[28]

### 遊戲
- [PC/PS2]圣书外典（日语：Apocripha/0）
- [PC]妖之宮（積興之介）
- [PS2]（紅）
- [PS2]夢幻奇緣2（亞克·海靈頓）
  - [PC/PS2]夢幻奇緣2☆☆☆
- [PC]三国恋战记～少女的兵法！～（仲謀）
- [DS]SIGNAL（日语：SIGNAL (ゲーム)）（鷹島疾斗）
- [PS2]于是在这宇宙里闪耀着你的诗篇（日语：そしてこの宇宙にきらめく君の詩）系列（吉鲁斯）
  - 于是在这宇宙里闪耀着你的诗篇
  - 于是在这宇宙里闪耀着你的诗篇 XXX
- [PS2]心跳回憶 Girl's Side（蒼樹千晴）
  - [DS]心跳回忆 Girl's Side 1st Love
  - [DS]心跳回忆 Girl's Side 1st Love Plus
- 薄樱鬼系列（冲田总司）
  - [PS2]薄樱鬼 ～新选组奇谭～
  - [DS]薄樱鬼 DS
  - [PSP]薄樱鬼 携带版
  - [PS3]薄樱鬼 巡想录
  - [PS2]薄樱鬼 随想录
  - [PSP]薄樱鬼 随想录 携带版
  - [DS]薄樱鬼 随想录
  - [PSP]薄樱鬼 游戏录
  - [DS]薄樱鬼 游戏录
  - [PS2]薄樱鬼 黎明录
  - [PSP]薄樱鬼 黎明录 携带版
  - [3DS]薄樱鬼 3D
  - [PSP]薄樱鬼 幕末無雙錄
- [PS2]幕末恋华 新选组（日语：幕末恋華 新選組）（永倉新八）
  - [DS]幕末恋华 新选组DS
- [PSP]B's-LOG Party♪（冲田总司）
- [PS2]VitaminZ（日语：VitaminZ）
  - [PSP]VitaminZ Revolution
  - [PSP]VitaminXtoZ
- [PC/DC/PS2]Fragrance Tale（洛基）
- [PS2]美人鱼棱镜（日语：マーメイドプリズム）（雪草純）
- [PSP]
- [PS2]（道明寺晓尚）
- [PSP]文明華開 葵座異聞錄（神鳴劍助）
- （岬虎太郎）
- [PSP]官能昔話 携带版（青ひげ）
- [PSP]歌之☆王子殿下♪ Debut（寿嶺二）
- [PSVITA]DIABOLIK LOVERA DARK FATE（月浪シン）
- 11eyes CrossOver（田島賢久）
- Grandia2/格兰蒂亚2/冒险奇谈2（里特）
- 閃靈二人組系列
  - （美堂蠻）
  - （天野銀次）
  - （天野銀次）
  - （天野銀次）
- Shining Force NEO（MAX）
- 怪人ZONA（怪人ZONA）
- 新世紀GPX閃電霹靂車 Road to the Infinity 3（マーク・フェルナンデス）
- 白騎士物語（オズモンド）
- 真·女神轉生 惡魔之子 （甲斐剎那）
- 轟天高校生 特種部隊：月面獵殺（SPRIGGAN:LUNAR VERSE）（御神苗優）
- （鷹島疾斗）
- 雙面嬌娃（二村英樹）
  - 網球王子系列（切原赤也）
- 電撃学園RPG Cross of Venus（佐伯玲士郎）
- 魔術師歐菲 Sorcerous Stabber ORPHEN 魔術師歐菲 （歐菲）
- 秋之回憶5：中断的影片（河合春人）
  - 秋之回忆5：安可
- 女神異聞錄4（花村陽介）
- 蒼翼默示錄：交叉組隊戰（花村陽介）
- 洛克人系列
  - 洛克人X5（X、戴那蒙）
  - 洛克人X6（X、戴那蒙）
  - 洛克人X7（X）
  - 洛克人X DiVE（戴那蒙）
- 火影忍者系列（奈良鹿丸）
- 夢王國與沈睡中的100位王子陛下（白葉、傑書亞）
- 偶像夢幻祭（遊木真）
- 奥丁领域（英格威）
- 戀愛警報異能特勤部（月代理人）
- BLEACH BRAVE SOULS（天锁斩月）
- [ PS4/NS ] 超級機器人大戰T（兜甲兒）
- 偶像★進行曲（樞木皐月）
- 聖火降魔錄 英雄雲集 （卡納斯）
- 永恆冒險（傑恩）
- 尼爾（杜蘭）
  - 尼爾：人工生命 ver.1.22474487139...
- 超偵探事件簿 霧雨謎宮（艾費克斯＝羅根）

### 吹替
電視/電影
| 年份 | 作品             | 角色        | 演員             | 媒介             |
| ---- | ---------------- | ----------- | ---------------- | ---------------- |
| 2002 | 愛情白皮書       | 取手守      | 彭于晏           | DVD版本          |
| 2012 | 太極1從零開始    | 方子敬      | 彭于晏           | 影碟版本         |
| 2012 | 寒戰             | 李家俊      | 彭于晏           | 影碟版本         |
| 2012 | 太極2英雄崛起    | 方子敬      | 彭于晏           | 影碟版本         |
| 2014 | 黃飛鴻之英雄有夢 | 黃飛鴻      | 彭于晏           | 影碟版本         |
| 2016 | 特工爺爺         | 武警隊長    | 彭于晏           | 影碟版本         |
| 2016 | 危城             | 馬鋒        | 彭于晏           | 影碟版本         |
| 2016 | 寒戰II           | 李家俊      | 彭于晏           | 影碟版本         |
| 2016 | 湄公河行動       | 方新武      | 彭于晏           | 影碟版本         |
| 2017 | 悟空傳           | 孫悟空      | 彭于晏           | 影碟版本         |
| 2005 | 犯罪心理（至今） | 史班舍·瑞得 | 馬修·葛雷·古博勒 | 電視平台/DVD版本 |

### 手提電玩
註：下列劃刪除線者已因爭議而被撤換。
- 白猫Project（蘇芳·小次郎·義之）
- 陰陽師（赤舌）
- 明日方舟（极境）
- 永恆冒險（傑恩）
- 原神（伊法）

### 廣播節目
現在的廣播節目
- SWITCH （bayfm 2009年4月3日 - ）
- SWITCH! MIDNIGHT （bayfm 2010年4月2日 ‐ ）
- BAY LINE GO!GO!（bayfm 2010年4月2日 - ）
- （HiBiKi Radio Station 2010年4月21日 - ）

過去的廣播節目
- 1998年7月 - 1999年3月・1999年10月 - 2000年3月）
- （文化放送 1998年10月9日 - 1999年4月2日）
- （文化放送 1999年4月9日 - ）

關俊彥
- 1999年7月24日 - 放送終了）
- 祥太郎、麻衣・CURE HOUSE（FM-FUJI・東海ラジオ他 放送終了）

- JAM PUNCH!（ 2004年4月2日 - 2009年3月27日）

廣播劇
- VOMIC （紫門元）

DJCD

### 廣播劇CD
- 少年同盟（東晃一）
- Are you Alice?系列（白兔子）
- 圣书外典（日语：Apocripha/0） Vol.1 Vol.2（セレス）
- 雨月之夜系列（露草）
- 戀遊記 （紅）
- EREMENTAR GERAD
- ALMIGHTY×10（冬賀李玖）
- （德美秀太）
- 危機之介御免系列（柳生十三）
  - 音之壱盤『毒味之危機』
  - 音之弐盤『未来之危機』
- - 高校生篇 2
- 逆境九壯士（高田二流、登別）
- 閃靈二人組系列（天野銀次）
  - TARGET G
  - TWINS
- 幻想水滸傳II（シード）
- （北野細雪）
- 最遊記 第9巻（雪羅）
- 紅茶王子 1、2（内山美佳）
- 幸福喫茶3丁目（安倍川草）
- （坂本龍馬）
- 魔王愛勇者系列（艾克薩）
- （豪）
- （甲斐剎那）
- （本庄新）
- 仙界傳封神演義（16歲的聞仲）
- ZERO ZANY.（ZERO） 
  - ZERO ZANY. CODE-2
- Snow Flower（仁科雪）
- 心跳回憶 Girl's Side Clovers'Graffiti7 蒼樹千晴（蒼樹千晴）
- 火影忍者 系列（奈良鹿丸）
- （陸）
- （沖田総司）
  - ～音声奏曲集～
- 幕末恋華 新選組 （永倉新八）
- 偷偷愛著你（中津秀一）
- 夢幻奇緣2系列（亞克‧海靈頓）
  - Marine Style
  - Aoi Romance
  - Aqua Balance
- 驚爆危機（相良宗介）
- Fragrance Tale CD drama 1 - 2（ロキ）
- 女神異聞錄4Vol.1 - 2（花村陽介）
- 妹妹戀人系列（結城賴）
- （乙部清丸）
- （朱皇）
- （迫井雷治郎）
- 魔術師歐菲系列（歐菲）
- 魔偵探洛基系列（鳴神）
- Mr.FULLSWING系列（虎鐵大河）
- 新音盤物語（高條筑陽）
- 完美小姐進化論（高野恭平）

### BLCD
- （吉峰清太郎）
- （羽村結）
- （那智）
- （杉浦真琴）
- WEST END4、5（ヤツカ）
- 過激系列（シキュリール）
- （九鬼虎次郎）
- 絆―KIZUNA― 2、4（田代（ロイ・カースティン・田代））
- （高梨亨）
  - （高梨亨）
- （藤堂一輝）
- ～Be Yell～（武藤健吾）
- 系列（新田薰）
- （聖）
- 純情系列（淺香津）
  - 純情BOY禁獵區
- 絕對服從（芹澤）
- （真行寺兼滿）
- （樋野勇樹）
- （三本木恒彥）
- （淺野伸之）
  - （相澤正之進）
- BL探偵（八雲和也）
- （廣瀨克）
- （風間廉示）
- （柳瀨敦）
- （飯田賢吾）
- - Kiss station
  - Sweet Collection
  - Ruby Special CD Version A・B

## 音樂唱片

### 本人名義
單曲
- The Answer（2001.06.20/CPDA-1016（TGCS-1143））
  - 01. The Answer（ロックマンX6OP曲）
  - 02. Happy Monday Man
- begin the TRY（2002.10.02）
  - 01. begin the TRY（ロックマンエグゼED曲）
  - 02. begin the TRY（カラオケ）
- Lazy Mind（2003.08.06/CPDA-1022（TGCS-1792））
  - 01. Lazy Mind（ロックマンX7ED曲）
  - 02. Lazy Mind（Instrumental）
  - 03. ROCKMAN X Voice Collection
- Ride Free（2008.11.26/LACM-4540）
  - 01. Ride Free
  - 02. Crazy Night
  - 03. DoPaMiNe
- Parallel World（2009.05.13/LACM-4608）
  - 01. Parallel World（映画時空警察ハイペリオン 挿入歌 / DVD『時空警察ハイペリオン 決着1989』OP主題歌）
  - 02. Home sweet home（DVD『時空警察ハイペリオン 旅立2009』ED主題歌）
  - 03. Never surrender（映画 時空警察ハイペリオン OP主題歌）
- Stand down （2010.12.08/LACM-4770）
  - 01.Stand down
  - 02. MIRROR
  - 03. Cloudy sky

專輯
- 髄（Zui）2001.07.18/CPCA-1054（TGCS-1144））
  - 01. Build Up!!!（鍛）
  - 02. Power
  - 03. G行為
  - 04. 身体檢査
  - 05. Rainy Day
  - 06. The Answer（ロックマンX6OP曲）
  - 07. Hedgehog Peter
  - 08. 臆病者
  - 09. Moon Light（ロックマンX6OP曲）
  - 10. End of the sky

DVD
- Showtaro Morikubo LIVE TOUR '01
- Original Entertainment Paradise ”（2009.4.22）

### 
- A・G・A・S/dream power （Single）
- （Single）
- （Single）
  - 01. 
  - 02. Whenever I go（森久保祥太郎名義）
- - 01. （GAME VERSION）
  - 02. （GAME VERSION）
  - 34. （FULL SIZE VERSION）
  - 35. （FULL SIZE VERSION）
- （Single）
  - 01. 
  - 02.
- - 04.
- Brand-new ∞ JUNCTION（森久保祥太郎、杉田智和、森田成一）（Single）
- （關俊彥、森久保祥太郎）

Cross Chord関連
- shootin’stars（Heart-beat/高橋廣樹）（Single）
- CONTINUED（Heart-beat）（Single）
- Hard Spirit（Heart-beat）（Album）
- SHOW（ starring 森久保祥太郎）（Album）

### 樂隊
Mosquito Milk
- Monkey（Single）
  - 01. Monkey（ロックマンX5OP曲）
  - 02. 水之中（ロックマンX5ED曲）
- Space Surfer（Single）
  - 01. Space Surfer（スターぼうずOP）
  - 02. Sunny Day
  - 03. Free Jam Question

AN's ALL STARS
- PAINT IT WHITE（Single）
  - 01. PAINT IT WHITE
  - 02. A-N-S～We are An's～
- Alright!!（Single）
  - 01. Alright!!
  - 02. Special Track「酒」
  - 03. Alright!! with Hide ver.
  - 04. Alright!! with Showtaro ver.
- AN'S JAM（Album）
  - 01. INTRODUCTION
  - 02. 
  - 03. PJ
  - 04. OVER
  - 05. Stand
  - 06. Jamm'n da An's
  - 07. Happy X'mas
  - 08. 『Peace』
  - 09. Thank U
- - 01. (Full Version)
  - 02. You are my sky,You are my ocean...(Full Version)
  - 35. (Karaoke)
  - 36. You are my sky,You are my ocean...(Karaoke)
- （Album）
  - 01. 
  - 02. A-N-S～We are An's～（feat.Honey-Hony-Horns）
  - 03. （feat.Honey-Hony-Horns）
  - 04. XTC...
  - 05. Brand-new-day
  - 06. Alright!!（feat.Honey-Hony-Horns）
  - 07. （Album ver.）
  - 08. Native Song
- Liv’n Roll 1st TOUR（企画Album）
- X-tension（Album）
  - 01. LOUD
  - 02. Like a cloud
  - 03. Go my way
  - 04. You are my sky, you are my ocean...～Next generation～
  - 05. 
  - 06. Paint it white
  - 07. Happy Birthday
  - 08. 未来 -ANS ver.-
  - 09. Thank U '09
  - Special track
- Twinkle Date
- Vitamin（DVD）
- Virgin?Live Tour2008~Welcome to An’s HOSPITAL（DVD）

### 角色歌
- Are you Alice? （白兔子）
「LIDDELL.」
「THE END.」
- 閃靈二人組（天野銀次）
「Born again」
「TWINS」（神奈延年とデュエット）
- （織田優生）
「sign」
「Who am I...? 」（和田三四郎とデュエット）
- （豪）
「THE GREAT JOURNEY～大航海～」
- 真·女神轉生 惡魔之子（甲斐剎那）
「Invisible Hearts」
「Peace and Love」
- 無敵偵探貴公子（信濃紫炎）
「I'm on Fire
- （歐菲）
「Deep In The Darkest Blue」
- ZERO ZANY.（ZERO）
「UNDER THE WORLD」（THE WORKS 3.0に収録）
- 閃耀的宇宙之詩（ギルス）
「OUR NEWS」
「little by little」
- 超速搖搖（堂本瞬一）
「Loop&Loop」
- 網球王子（切原赤也）
「
「Time has come」
「Hikari」
「Gather」（
「Wonderful days」（

「業火絢爛」（
- 心跳回憶 Girl's Side（蒼樹千晴）

「大胆華恋」（三木真一郎、森久保祥太郎、山口勝平）
- 火影忍者（奈良鹿丸）

「Re:member」
- 薄櫻鬼（沖田總司）
「牙月」
- 幕末恋華 新撰組（永倉新八）
- VitaminZ 

「Single Match」
- 魔偵探洛基 RAGNAROK（鳴神）
- 棒球大聯盟（茂野吾郎）
- 秋之回憶系列（河合春人）
- AN's ALL STARS

## 外部連結
- 森久保祥太郎日本官方網站 （页面存档备份，存于） （日語）
- A-W-S An's all stars web site （日語）